# Cabanga
Cabanga é um bairro do Recife, Pernambuco.
Esta localizado na RPA1, com uma região de 83,8 hectares, possuindo uma população de 1.536 hab. e tendo como Bairros límitrofes:São José, Brasília Teimosa e Pina.
No bairro fica a sede do Cabanga Iate Clube, que é responsável pelo desenvolvimento de esportes náuticos em Pernambuco, organizador da Regata Recife-Fernando de Noronha

## História
O bairro teve origem num sítio denominado Sítio Cabanga, onde existia um forte denominado Forte Amélia.
Houve no bairro um matadouro, entre o fim do século XIX e início do século XX.
Ali teve início a política de habitação implementada pelo governador Agamenon Magalhães, com inauguração de vilas e casas para funcionários públicos.
Durante muito tempo a estação de beneficiamento de esgoto do Recife ficava no bairro, tendo recebido ampliação já no século XXI.

## Dados demográficos
Área: 81 ha.
População: 1.551 habitantes
Densidade demográfica: 19,16 hab./ha.